# フィンランド国防軍

フィンランド国防軍のシンボル「塔と獅子」

フィンランド国防軍（フィンランド語: Puolustusvoimat、スウェーデン語: Försvarsmakten、英語: Finnish Defence Forces, FDF）は、フィンランドの軍隊。陸海空の三軍種からなる。
人口比ではヨーロッパでも最大級の軍隊であり、『ミリタリーバランス』によると兵員数は陸軍1万6000人、海軍3500人、空軍2700人。徴兵制が18歳以上の男性に適用され、総人口約550万人のうち、有事には数週間で約28万人を動員できる。さらに、国民の約1/6に相当するおよそ90万人の予備役を有している。
第二次世界大戦期、ソビエト連邦との冬戦争と継続戦争、ナチス・ドイツとのラップランド戦争のほか、ロシア革命に伴う建国直後にはフィンランド内戦を経験した。

## 組織
フィンランド国防軍は陸海空三軍と参謀本部からなっている。全ての軍は武官である国防軍司令官の指揮下にあり、国防軍司令官は大統領直隷となっている。フィンランドの政府で軍事を担当する省庁は国防省である。バルト海での沿岸警備隊機能を併せ持つ国境警備隊は内務省の下にあり、有事には国防軍の一部として組み込むことができる。
陸軍は2008年1月の初め、東部方面、西部方面、北部方面の3つの防衛管区から4つの防衛管区に再編成された。新しいシステムでは、各防衛管区司令部は防衛地区組織を指揮し、各防衛管区で編成された旅団をも指揮する。各防衛地区は徴兵、予備役召集・訓練、有事の際の郷土防衛を行う。各防衛地区は行政単位と対応しており、軍民の協力を容易にし、「総力での防衛（トータル・ディフェンス）」を実施する。
海軍は海軍本部のほか、多島海管区、フィンランド湾管区からなっている。ミサイル艇や掃海艇、機雷敷設艦が主力である。警備用艦船のほか、海岸防備地上部隊を有し、海兵隊組織としてウーシマー旅団が編成されている。
空軍は空軍本部、支援部隊とサタクンタ管区、ラップランド管区、カレリア管区の3つの管区からなっている。平時はフィンランドの領空を警備し、戦時には航空戦を実施する責任を負っている。

## 国防政策
フィンランド人は、諦めない心を意味する「シス」という国民性で知られ、冬戦争と継続戦争では結果として国土の1割をソ連に割譲することになったものの、講和後は東欧諸国のようにソ連の衛星国にならず、独立を維持した。
東西冷戦とソビエト連邦の崩壊後の約30年は中立政策をとってきた。ただしソ連崩壊直後から徐々に西側諸国へ接近し、1994年に北大西洋条約機構（NATO）の平和のためのパートナーシップ協定に参加して平和維持活動に参加し、1995年には西隣のスウェーデンとともに欧州連合（EU）に加盟した。2022年ロシアによるウクライナ侵攻を受けて同年5月、西隣のスウェーデンとともに北大西洋条約機構（NATO）加盟を申請した。
フィンランドは侵略された場合に抵抗する軍事力を保有するとともに、首都のヘルシンキ地下鉄の駅や公共施設などを防空シェルターとして整備してきた。2022年6月9日には、難民の送り込みなどロシアのハイブリッド戦争に備えて、フェンス設置など国境警備の強化策を公表した。高さ3メートルで有刺鉄線付きのフェンスの設置作業はフィンランド国境警備隊により2023年2月28日に開始され、約1300キロメートルあるロシアとの国境のうち、南東部を中心に約200キロメートルにわたり3-4年間で展開する予定である。また、対人地雷禁止条約（オタワ条約）からの脱退を検討している。

## 兵役
18歳以上の男性は徴兵され、兵役期間は165日、255日、347日である（2013年の法改正による
短縮後の日数）。兵役後も、国防省関連団体の国防訓練協会で射撃の技能を維持する人もいる。
年間約27000人の新たに徴兵された兵士が訓練されており、80%が兵役を完了させる。1995年から女性が志願して兵役につくことや将校となることも認められるようになった。女性の志願者には入営後に6週間の猶予期間が与えられ、この間には自発的に志願を取り下げることができる。女性はすべての戦闘兵科で勤務することができ、ここには特殊部隊や第一線の歩兵部隊も含まれる。
学業や仕事、その他の個人的な理由で現役を28歳まで遅らせることもできる。徴集兵は宿泊所、食料、衣服、健康のケアを提供されるほか、勤務期間に応じて一日5から11.70ユーロを報酬として受け取っており、国は家賃と電気代も支払っている。また兵役者に家族がいれば、給付金の権利も与えている。女性の志願兵には下着その他の必需品を自弁調達するために追加の給付金がある。労働者の権利をまもるために、従業員を現役への応召や、予備役再訓練のための休暇などで解雇することは違法としている。
兵士は最初に基礎訓練を受け、その後各々の特別訓練のため種々の部隊に割り当てられる。特別な訓練や技能を必要としない軍務に割り当てられた兵卒は6か月で現役を終える。技術の為に訓練の必要な軍務の場合は9か月から12か月を要する。また、NCO（下士官）や士官訓練を選択すると現役は12か月に延びる。これらの現役の満了時に、受けた訓練や功績によって兵、兵長、伍長、軍曹、少尉などの予備役階級を取得する。
現役の勤務は、学科、実地訓練、種々の清掃、保守点検作業、野外演習などで成り立っている。起床は6時であり、食事と休憩を含み軍務は12時間、午後には少しの自由時間もある。午後9時には点呼があり、10時に消灯、この後は騒いではならない。週末、金曜日から日曜の深夜にかけて大多数の徴集兵には兵舎を出る許可が下り、自由な時間を与えられる。徴集兵の一部は週末も、切迫した状況での民間機関に対する支援や、施設内の警衛、有事の際の兵力維持のため引き留められる。野外演習は時間や日を問わずに続けることができる。
現役のあとは予備役となり、階級によって50歳か60歳に予備役を終える。また、予備役兵は階級によって総計40、75、100日の軍の再訓練に加わる義務がある。さらに、全ての予備役兵はフィンランドに対して軍事的恫喝があったときや大規模な悪性流行病が蔓延した際には、戦時体制をとり緊急に動員される。特定の議会決議があった場合、50歳を超えた予備役に属さない男性も含め完全に徴集される。
兵員の訓練はjoukkotuotanto-principle（（兵力の）大量生産の原理）に基づく。この計画に基づいて、徴集兵のうち80パーセントは、戦時編成下において特定の役割を果たせるよう訓練を受ける。旅団規模の部隊は現役時から任務を割り当て、任務を果たせる予備役兵を供給する責任を負っている。有事の際、予備役兵は現役時の訓練によって部隊への配置をうけ、現役中であれば部隊に新しく供給され様々な軍務や設備へ配置される。一般的に、有事の際、予備役兵になってからの5年までであれば前線部隊に配置され、それよりあとはだんだんと被害の少なくなる軍務へ配置されることが多い。部隊での勤務が不可能な者は配置外で勤務させる。再訓練時、これらの義務によって新しい訓練を与えられ、防衛力はこれによって成り立っている。
フィンランドは徴兵制を施行する国であるが、兵役を免除される場合もある。非武装地域であるオーランド諸島の居住者は兵役を免除されている。1950年代の徴兵法では、沿岸警備の為に地元で兵役につくことになった。しかしながら、この制度は現在廃止され、兵役の義務からは解放されている。しかしオーランド諸島でも非軍事のボランティアの義務は変わっておらず、変更の計画もない。オーランド諸島の住民はいつでも志願して本土での兵役につくことができる。その他の理由で兵役から免除された人の多くは宗教団体エホバの証人の信者である。また、良心的兵役拒否が可能であり、徴兵を受ける代わりに270日から362日の非武装での軍役や12か月のボランティアで代替役務が制度化されている。しかし、いかなる形でも国防に協力しない男性（代替役務も完全に拒否）には法律で197日の懲役刑が与えられる。

## 階級
フィンランドの士官の階級は西側諸国で使われているものと同等であるが、フィンランドの特徴として、英語のLieutenantにあたる階級（Luutnantti）が1段階多く、尉官が4ランクある（少尉、中尉、上級中尉、大尉。海軍の場合は少尉、中尉、大尉、上級大尉となる。）ことが挙げられる。少尉は予備役士官の階級であり、現役の場合中尉に任官になる。
下士官階級はドイツ式であるが、いくらかの違いもある。
- 准士官待遇のままであっても大尉相当まで昇進できる。
- 職業下士官は准士官まで昇進できる。
- 在郷予備役は下士官および少尉待遇で扱われる。
- 徴兵されたものは兵、軍曹、士官学校生徒の扱いである。

戦時は予備役下士官も下士官義務を負う。